# Капсир

Исторический район Капсир (выделен более тёмным цветом) и французский департамент Восточные Пиренеи

Капси́р (кат. Capcir, на литературном каталанском произносится как [kəp'si], на северокаталанском диалекте [kə'ʣi] , фр. Capcir, Капсир) — исторический район (комарка) Каталонии, который сейчас находится в составе Франции.
Крупнейший населённый пункт района и его столица — Формигер (фр. Formiguères), или по-каталански Фурмигера (кат. Formiguera).
Эта территория, как и другие 4 исторические района (комарки) Каталонии — Альт Сердань, Кунфлен, Руссильон и Валеспир, отошла Франции после Войны жнецов по результатам Пиренейского мирного договора